# Giro del Belgio 2022
Il Giro del Belgio 2022, novantunesima edizione della corsa e valido come evento dell'UCI ProSeries 2022 categoria 2.Pro, si svolse in cinque tappe dal 15 al 19 giugno 2022 su un percorso di 717,9 km, con partenza da Merelbeke e arrivo a Beringen, in Belgio. La vittoria fu appannaggio dello svizzero Mauro Schmid, il quale completò il percorso in 15h58'40", precedendo i belgi Tim Wellens e Quinten Hermans.
Sul traguardo di Beringen 125 ciclisti, su 151 partiti da Merelbeke, portarono a termine la competizione.

## Tappe
| Tappa  | Data      | Percorso                                  | km    | Vincitore di tappa | Leader cl. generale |
| ------ | --------- | ----------------------------------------- | ----- | ------------------ | ------------------- |
| 1ª     | 15 giugno | Merelbeke > Maarkedal                     | 169,9 | Mads Pedersen      | Mads Pedersen       |
| 2ª     | 16 giugno | Beveren > Knokke-Heist                    | 178,9 | Jasper Philipsen   | Mads Pedersen       |
| 3ª     | 17 giugno | Scherpenheuvel > Zichem (cronometro ind.) | 11,8  | Yves Lampaert      | Mads Pedersen       |
| 4ª     | 18 giugno | Durbuy > Durbuy                           | 175,2 | Quinten Hermans    | Mauro Schmid        |
| 5ª     | 19 giugno | Gingelom > Beringen                       | 182,1 | Fabio Jakobsen     | Mauro Schmid        |
| Totale | Totale    | Totale                                    | 717,9 |                    |                     |

## Squadre e corridori partecipanti
| N.      | Cod. | Squadra                     |
| ------- | ---- | --------------------------- |
| 1-7     | QST  | Quick-Step Alpha Vinyl Team |
| 11-17   | LTS  | Lotto Soudal                |
| 21-27   | IWG  | Intermarché-Wanty-Gobert    |
| 31-37   | BOH  | Bora-Hansgrohe              |
| 41-47   | TFS  | Trek-Segafredo              |
| 51-57   | IPT  | Israel-Premier Tech         |
| 61-67   | DSM  | Team DSM                    |
| 71-77   | COF  | Cofidis                     |
| 81-87   | AFC  | Alpecin-Fenix               |
| 91-97   | ARK  | Team Arkéa-Samsic           |
| 101-107 | BBK  | B&B Hotels-KTM              |

| N.      | Cod. | Squadra                           |
| ------- | ---- | --------------------------------- |
| 111-117 | UXT  | Uno-X Pro Cycling Team            |
| 121-127 | SVB  | Sport Vlaanderen-Baloise          |
| 131-137 | BWB  | Bingoal Pauwels Sauces WB         |
| 141-147 | BTL  | Baloise Trek Lions                |
| 151-157 | PSB  | Pauwels Sauzen-Bingoal            |
| 161-167 | BSC  | Bolton Equities Black Spoke PC    |
| 171-177 | BCY  | BEAT Cycling                      |
| 181-187 | MCT  | Minerva Cycling Team              |
| 191-197 | VWE  | VolkerWessels Cycling Team        |
| 201-207 | GDM  | Geofco-Doltcini Materiel Velo.com |
| 211-217 | TIS  | Tarteletto-Isorex                 |

## Dettagli delle tappe

### 1ª tappa
- 15 giugno: Merelbeke > Maarkedal - 169,9 km

Risultati
| Pos. | Corridore        | Squadra | Tempo    |
| ---- | ---------------- | ------- | -------- |
| 1    | Mads Pedersen    | Trek    | 3h49'35" |
| 2    | Tim Wellens      | Lotto   | s.t.     |
| 3    | Jasper Philipsen | Alpecin | s.t.     |

| Pos. | Corridore     | Squadra    | Tempo    |
| ---- | ------------- | ---------- | -------- |
| 1    | Mads Pedersen | Trek       | 3h49'19" |
| 2    | Tim Wellens   | Lotto      | a 8"     |
| 3    | Mauro Schmid  | Quick-Step | a 10"    |

### 2ª tappa
- 16 giugno: Beveren > Knokke-Heist - 178,9 km

Risultati
| Pos. | Corridore        | Squadra | Tempo    |
| ---- | ---------------- | ------- | -------- |
| 1    | Jasper Philipsen | Alpecin | 3h48'42" |
| 2    | Danny van Poppel | Bora    | s.t.     |
| 3    | Mads Pedersen    | Trek    | s.t.     |

| Pos. | Corridore        | Squadra | Tempo    |
| ---- | ---------------- | ------- | -------- |
| 1    | Mads Pedersen    | Trek    | 7h37'57" |
| 2    | Jasper Philipsen | Alpecin | a 6"     |
| 3    | Tim Wellens      | Lotto   | a 12"    |

### 3ª tappa
- 17 giugno: Scherpenheuvel > Zichem - Cronometro individuale - 11,8 km

Risultati
| Pos. | Corridore     | Squadra    | Tempo  |
| ---- | ------------- | ---------- | ------ |
| 1    | Yves Lampaert | Quick-Step | 13'39" |
| 2    | Mads Pedersen | Trek       | a 7"   |
| 3    | Daan Hoole    | Trek       | a 10"  |

| Pos. | Corridore     | Squadra    | Tempo    |
| ---- | ------------- | ---------- | -------- |
| 1    | Mads Pedersen | Trek       | 7h51'43" |
| 2    | Yves Lampaert | Quick-Step | a 10"    |
| 3    | Tim Wellens   | Lotto      | a 24"    |

### 4ª tappa
- 18 giugno: Durbuy > Durbuy - 175,2 km

Risultati
| Pos. | Corridore       | Squadra     | Tempo    |
| ---- | --------------- | ----------- | -------- |
| 1    | Quinten Hermans | Intermarché | 4h19'40" |
| 2    | Mauro Schmid    | Quick-Step  | s.t.     |
| 3    | Tim Wellens     | Lotto       | a 4"     |

| Pos. | Corridore       | Squadra     | Tempo     |
| ---- | --------------- | ----------- | --------- |
| 1    | Mauro Schmid    | Quick-Step  | 12h11'42" |
| 2    | Tim Wellens     | Lotto       | s.t.      |
| 3    | Quinten Hermans | Intermarché | a 8"      |

### 5ª tappa
- 19 giugno: Gingelom > Beringen - 182,1 km

Risultati
| Pos. | Corridore        | Squadra     | Tempo    |
| ---- | ---------------- | ----------- | -------- |
| 1    | Fabio Jakobsen   | Quick-Step  | 3h47'03" |
| 2    | Jasper Philipsen | Alpecin     | s.t.     |
| 3    | Gerben Thijssen  | Intermarché | s.t.     |

| Pos. | Corridore       | Squadra     | Tempo     |
| ---- | --------------- | ----------- | --------- |
| 1    | Mauro Schmid    | Quick-Step  | 15h58'40" |
| 2    | Tim Wellens     | Lotto       | s.t.      |
| 3    | Quinten Hermans | Intermarché | a 12"     |

## Evoluzione delle classifiche
| Tappa              | Vincitore          | Classifica generale Maglia blu | Classifica a punti Maglia rossa | Classifica combattività Maglia verde | Classifica a squadre               |
| ------------------ | ------------------ | ------------------------------ | ------------------------------- | ------------------------------------ | ---------------------------------- |
| 1ª                 | Mads Pedersen      | Mads Pedersen                  | Mads Pedersen                   | Mark Donovan                         | Intermarché-Wanty-Gobert Matériaux |
| 2ª                 | Jasper Philipsen   | Mads Pedersen                  | Mads Pedersen                   | Daan van Sintmaartensdijk            | Intermarché-Wanty-Gobert Matériaux |
| 3ª                 | Yves Lampaert      | Mads Pedersen                  | Mads Pedersen                   | Daan van Sintmaartensdijk            | Quick-Step Alpha Vinyl Team        |
| 4ª                 | Quinten Hermans    | Mauro Schmid                   | Mads Pedersen                   | Dries De Bondt                       | Intermarché-Wanty-Gobert Matériaux |
| 5ª                 | Fabio Jakobsen     | Mauro Schmid                   | Mads Pedersen                   | Dries De Bondt                       | Intermarché-Wanty-Gobert Matériaux |
| Classifiche finali | Classifiche finali | Mauro Schmid                   | Mads Pedersen                   | Dries De Bondt                       | Intermarché-Wanty-Gobert Matériaux |

Maglie indossate da altri ciclisti in caso di due o più maglie vinte
- Nella 2ª tappa Tim Wellens ha indossato la maglia verde al posto di Mads Pedersen.
- Nella 3ª e 4ª tappa Jasper Philipsen ha indossato la maglia verde al posto di Mads Pedersen.

## Classifiche finali

### Classifica generale - Maglia blu
| Pos. | Corridore          | Squadra     | Tempo     |
| ---- | ------------------ | ----------- | --------- |
| 1    | Mauro Schmid       | Quick-Step  | 15h58'40" |
| 2    | Tim Wellens        | Lotto       | s.t.      |
| 3    | Quinten Hermans    | Intermarché | a 12"     |
| 4    | Lorenzo Rota       | Intermarché | a 45"     |
| 5    | Victor Campenaerts | Lotto       | a 1'09"   |
| 6    | Dries De Bondt     | Alpecin     | a 1'54"   |
| 7    | Mads Pedersen      | Trek        | a 2'12"   |
| 8    | Jasper Philipsen   | Alpecin     | a 2'34"   |
| 9    | Oscar Riesebeek    | Alpecin     | a 2'37"   |
| 10   | Aaron Gate         | Bolton      | a 3'03"   |

### Classifica a punti - Maglia rossa
| Pos. | Corridore        | Squadra     | Punti |
| ---- | ---------------- | ----------- | ----- |
| 1    | Mads Pedersen    | Trek        | 94    |
| 2    | Jasper Philipsen | Alpecin     | 87    |
| 3    | Tim Wellens      | Lotto       | 53    |
| 4    | Quinten Hermans  | Intermarché | 49    |
| 5    | Fabio Jakobsen   | Quick-Step  | 43    |

### Classifica combattività - Maglia verde
| Pos. | Corridore              | Squadra  | Punti |
| ---- | ---------------------- | -------- | ----- |
| 1    | Dries De Bondt         | Alpecin  | 57    |
| 2    | D. v. Sintmaartensdijk | VolkerW. | 51    |
| 3    | Yoeri Havik            | BEAT     | 33    |
| 4    | Marco Tizza            | Bingoal  | 20    |
| 5    | Yentl Vandevelde       | Minerva  | 17    |

### Classifica a squadre
| Pos. | Squadra                     | Tempo     |
| ---- | --------------------------- | --------- |
| 1    | Intermarché-Wanty-Gobert    | 48h00'50" |
| 2    | Quick-Step Alpha Vinyl Team | a 1'59"   |
| 3    | Alpecin-Fenix               | a 2'33"   |
| 4    | Lotto Soudal                | a 7'06    |
| 5    | Israel-Premier Tech         | a 12'30"  |